# Viola comollia
Viola comollia är en violväxtart som beskrevs av Massara. Viola comollia ingår i släktet violer, och familjen violväxter. Inga underarter finns listade i Catalogue of Life.